# Núria Tamarit
Núria Tamarit, née en 1993 à Vila-real, est une illustratrice et autrice de bandes dessinées espagnole.

## Biographie
Originaire de Castellón, Núria Tamarit étudie les Beaux Arts et suit un Master en design et illustration à l’Université polytechnique de Valence. Depuis ses études, l’illustratrice conçoit et édite ses propres fanzines et bandes dessinées, de manière collaborative ou individuelle.
Núria Tamarit fonde le fanzine mensuel Nimio aux côtés d'Anabel Colazo, Pau Ferrando, Maria Ponce et Luis Yang, élu meilleur fanzine de l’année au 34ème Salon de la BD de Barcelone. Elle se fait un nom en Espagne en réalisant le dessin et les illustrations de nombreux ouvrages.

## Publications
En 2020, Núria Tamarit signe le dessin du roman graphique, Géante de Jean-Christophe Deveney aux Éditions Delcourt. En 2022, elle publie un premier roman graphique, La louve boréale, aux Éditions Sarbacane,.

## Distinctions
- 2019 : Prix Valencia du roman graphique pour Dos Monedas (La Cupula)[6],[7]